# 圣玛格丽特礼拜堂

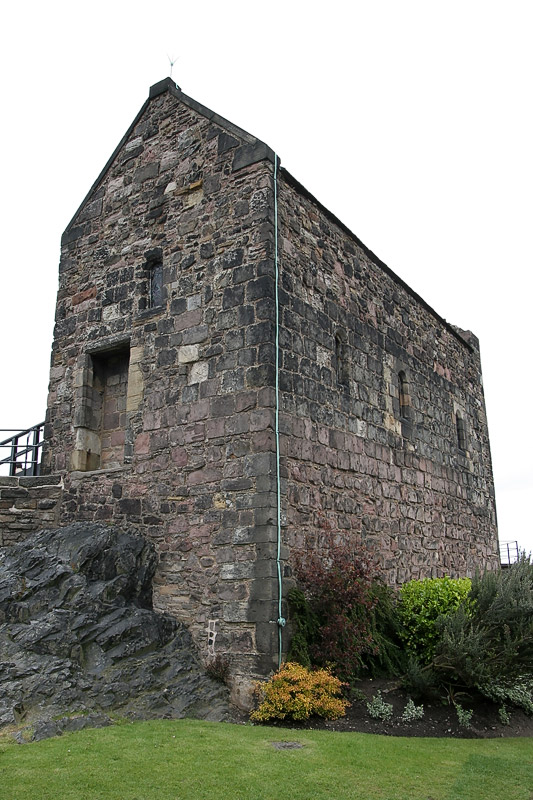
圣玛格丽特礼拜堂

圣玛格丽特礼拜堂（St. Margaret's Chapel）位于爱丁堡城堡，是苏格兰爱丁堡现存最古老的建筑物。这是一座罗曼式建筑，被列为英国一级登录建筑。
传说这个小教堂供奉苏格兰的圣玛格丽特，但是最近的研究表明，它建于12世纪初，由她的第四个儿子在1124年成为大卫王兴建。该建筑已修复，内部恢复到其初次使用时的面貌。
礼拜堂全年开放，只有12月25、26日和1月1、2日关闭。